# 黒谷了太郎
黒谷 了太郎（くろたに　りょうたろう、1874年1月23日 - 1945年5月11日）は、日本の官吏、都市計画家、第3代旧鶴岡市長。

## 人物
酒田県田川郡鶴岡（現・山形県鶴岡市）生まれ。名古屋の都市計画に携わっていた折、イギリスの田園都市の設計を担当したレーモンド・アンウィンに教えを請うたことがきっかけで、アンウィンに傾倒するようになる。田園都市思想を日本の事情を踏まえたうえで、「山林都市」という形で具現化すべく提唱するも、賛同を得るに至らなかった。後に請われて生地、鶴岡市の市長となるも、教育人事をめぐる政争がきっかけで、排斥運動が起き、辞任する。名古屋時代の同僚に石川栄耀がいる。

## 経歴
- 1874年（明治7年）1月23日 - 庄内藩士・黒谷謙次郎の長男として家中新町（現・鶴岡市）に出生。
- 1888年（明治21年） - 荘内中学校（現・山形県立鶴岡南高等学校）中退
- 1895年（明治28年） - 東京専門学校専修英語科卒業
- 1899年（明治32年） - 台湾総督府淡水税関に嘱託として職を得る。
- 1902年（明治35年） - 判任官となる。以降総督府官吏として調査、博物館設立準備、日英博覧会等の業務に携る。
- 1918年（大正7年） - 台湾総督府を辞す。
- 1920年（大正9年） - 都市計画名古屋地方委員会幹事に就任。
- 1923年（大正12年） - 都市計画北海道地方委員会嘱託、帝都復興院嘱託
- 1926年（大正15年）4月1日 - 名古屋市調査課長
- 1927年（昭和2年） - 鶴岡市長就任
- 1930年（昭和5年）2月 - 鶴岡市長辞任
  - 11月 - 東洋拓殖株式会社嘱託社員
- 1931年（昭和6年） - 台湾総督府嘱託
- 1945年（昭和20年） - 台北にて死去、享年72

## 著作物

### 著書
- 1895年（明治28年） - 『台湾』 博文館（出版）
- 1923年（大正12年） - 『都市計画概要』 都市計画愛知地方委員会（出版）
- 1925年（大正14年） - 『都市計画と農村計画』 昿台社（出版）

### 編纂
- 1915年（大正4年） - 『林投帽製造業調査』 台湾総督府民政部殖産局（出版）
- 1922年（大正11年） - 『山林都市』 青年都市研究会（出版）
- 1936年（昭和11年） - 『世界糖業小史』 台湾総督府殖産局（出版）
- 1939年（昭和14年） - 『宮尾舜治伝』 吉岡荒造（出版）

### 訳著
- 1929年（昭和4年） - 『都市内容分配論 : 住宅の閑暇時利用に及ぼす影響』 レーモンド・アンウィン（著） 曠台社（出版）

## 参考資料
- 『庄内人名辞典』 大瀬欽哉（代表編者） 致道博物館内「庄内人名辞典刊行会」（発行）1986年
- 『鶴岡市史中巻』　鶴岡市発行　1975年

| 公職          | 公職                          | 公職          |
| ------------- | ----------------------------- | ------------- |
| 先代 金野岩治 | 鶴岡市長 第3代：1927年-1930年 | 次代 熊田周八 |